# Лицевий літописний звід

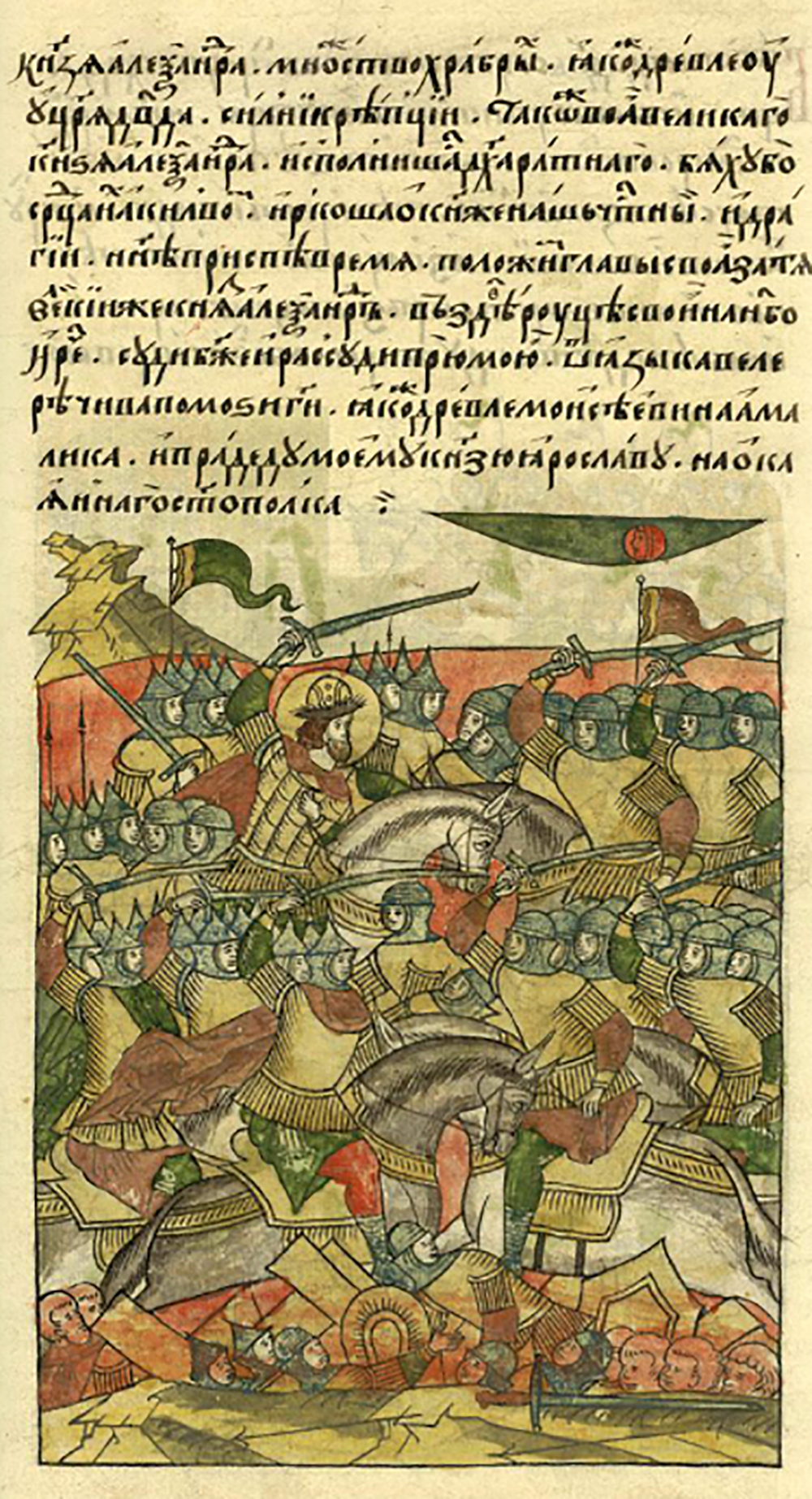
Льодове побоїще. Одна з мініатюр Особового літописного зводу

Лицевий літописний звід (рос. Лицевой летописный свод Ивана Грозного, Царь-книга; Цар-книга Івана Грозного) — літописний звід подій світової і особливо російської історії, створений в 1540-1560-х (імовірно, у 1568–1576) спеціально для царської бібліотеки в єдиному екземплярі. Слово «лицевий» у назві Зводу означає ілюстрований, із зображенням «в особах».
Складається з 10 томів, що містять близько 10 тис. аркушів ганчір'яного паперу, прикрашених більш ніж 16 тис. мініатюр. Охоплює період «від створення світу» до 1567.

## Томи
Томи згруповані у відносно хронологічному порядку:
- Біблійна історія
- Історія Риму
- Історія Візантії
- Російська історія

### Зміст томів

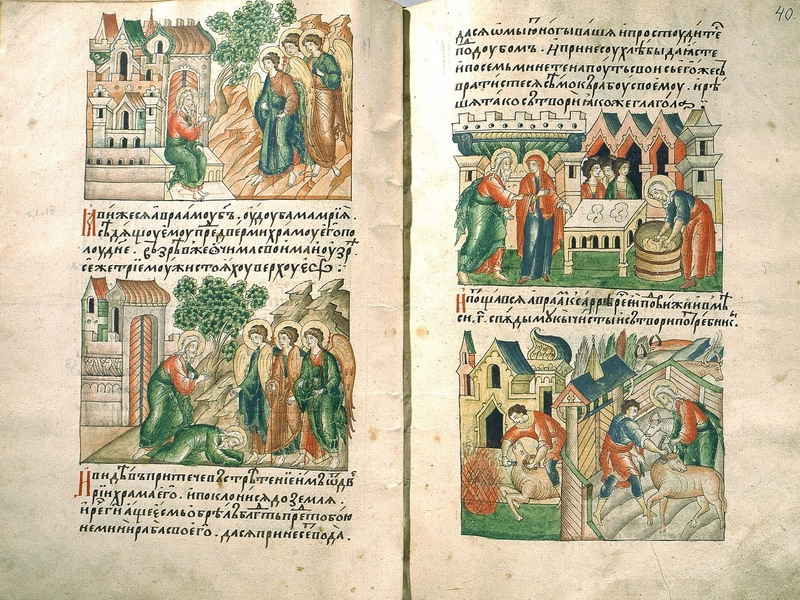
Особовий літописний звід. Розворот з історією явища ангелів Аврааму

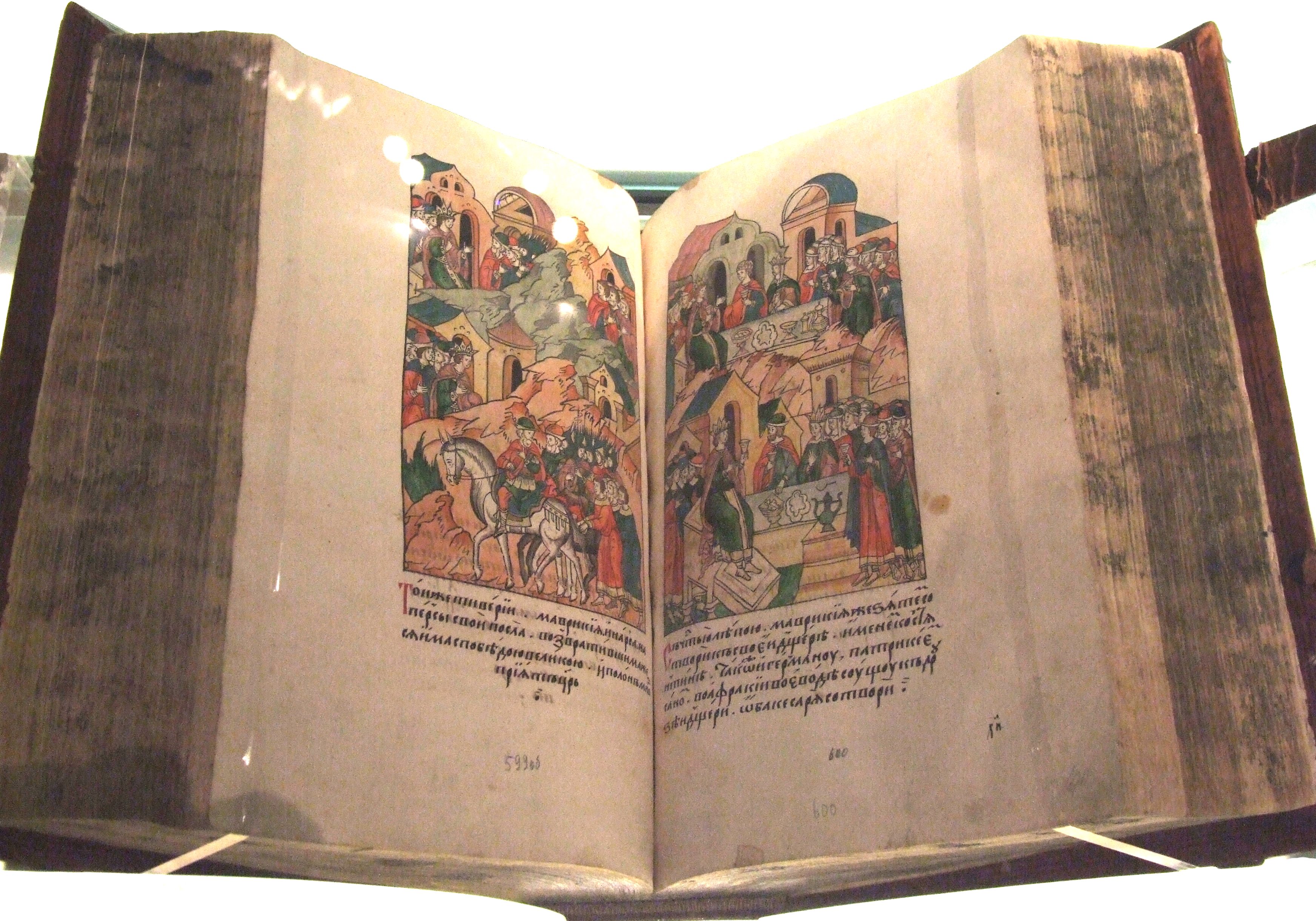
Особовий хронограф

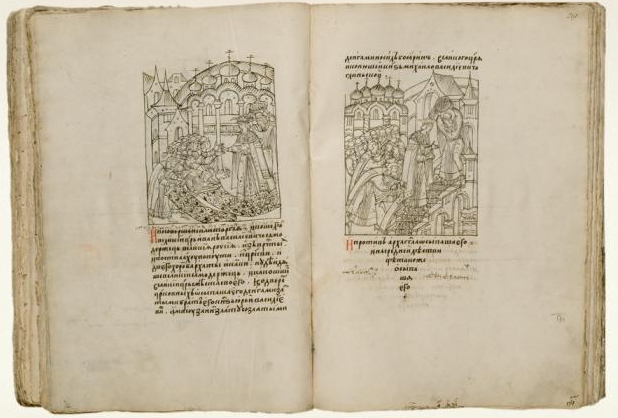
Царственна книга

1. Музейський збірник (ГИМ). 1031 л., 1677 мініатюр. Виклад священною, давньоєврейської та давньогрецької історії від створення світу до руйнування Трої в XIII в. до н. е..
2. Хронографічний збірник (БАН). 1469 л., 2549 мініатюр. Виклад історії стародавнього Сходу, елліністичного світу і стародавнього Риму з XI ст. до н. е.. до 70-х рр.. I в. н. е..
3. Особовий хронограф (РНБ). 1217л., 2191 мініатюра. Виклад історії давньоримської імперії з 70-х рр.. I в. до 337 р. і візантійської історії до X століття.
4. Голіцинський том (РНБ). 1035 л., 1964 мініатюри. Виклад вітчизняної історії за 1114–1247 р. і 1425–1472 рр..
5. Лаптевський том (РНБ). 1005 л., 1951 мініатюра. Виклад вітчизняної історії за 1116–1252 рр..
6. Остерманівський перший том (БАН). 802 л., 1552 мініатюри. Виклад вітчизняної історії за 1254–1378 рр..
7. Остерманівський другий том (БАН). 887 л., 1581 мініатюра. Виклад вітчизняної історії за 1378–1424 рр..
8. Шуміловський том (РНБ). 986 л., 1893 мініатюри. Виклад вітчизняної історії за 1425, 1478–1533 рр..
9. Синодальний том (ГИМ). 626 л, 1125 мініатюр. Виклад вітчизняної історії за 1533–1542, 1553–1567 рр..
10. Царственна книга (ГИМ). 687 л., 1291 мініатюра. Виклад вітчизняної історії за 1533–1553 рр.

## Історія створення зводу
Звід створений, імовірно, в 1568–1576 роках (згідно з деякими джерелами робота почалася в 1540-х роках), на замовлення Івана Грозного, в Олександрівській слободі, що була тоді резиденцією царя. У роботі брав участь, зокрема, Олексій Федорович Адашев.
Близько 1575 а в текст внесені правки, що стосуються царювання Івана Грозного (мабуть, під керівництвом самого царя).
Спочатку звід не був переплетений — обкладинка здійснювався пізніше, в різний час.

## Місце зберігання
Єдиний оригінальний примірник Зводу зберігається окремо, в трьох місцях:
- Державний історичний музей (томи 1, 9, 10)
- Бібліотека Російської академії наук (томи 2, 6, 7)
- Російська національна бібліотека (томи 3, 4, 5, 8)

## Культурний вплив і значення
Б. М. Клосс охарактеризував Звід як «найбільший літописно-хронографічний твір середньовічної Русі».
Мініатюри з Зводу широко відомі і застосовуються як у вигляді ілюстрацій, так і в мистецтві.

## Факсимільне видання (2008)
У 2004 у спеціально створене для випуску факсимільного видання Особового літописного зводу видавництво «Актеон» почав підготовку до випуску Зводу. Проект здійснюється за підтримки Групи компаній «ПРОТЕК».
Наукове факсимільне видання являє собою 19 факсимільних книг і 11 супровідних томів з описом рукописів і транслітерацією тексту, які в подальшому передаються в найбільші бібліотеки країни.
Перші три томи були представлені 15 лютого 2007 року.
У 2008 видавництвом «Актеон» випущено (накладом 50 примірників) повне факсимільне видання Зводу. Видання поширюється як у вигляді дару різним установам, так і на комерційній основі (ціна 1 тома становить від 300 до 450 000 рублів).
З примірником повного факсимільного видання Особового Літописного можна ознайомитися в бібліотеці Відділу рукописів Державного Історичного музею в Москві і в Пушкінському домі в Санкт-Петербурзі.
Особовий літописний звід видається в благодійних та просвітницьких цілях «Товариством любителів древньої писемності». Розповсюджується безкоштовно.